# Tal der Papiermühlen
Das Tal der Papiermühlen (italienisch Valle delle Cartiere, übersetzt „Tal der Papierfabriken“) liegt bei Toscolano Maderno am Gardasee. Es ist ein enges Tal und wird vom Toscolano-Bach durchflossen. Bis 1871 führte nur ein Pfad (Sentiero delle Assi) durch das Tal; dann begann man den Bau einer Straße.

## Geschichte
Die älteste erhaltene Urkunde trägt das Datum 17. Oktober 1381. Bereits damals wurde die Wasserkraft genutzt, um in Papiermühlen Papier aus Lumpen herzustellen. Nach der Erfindung des Buchdrucks stieg die Nachfrage nach Papier. Im 15. und 16. Jahrhundert belieferte man von hier aus Venedig und andere Metropolen mit der damals wertvollen Ware. Später modernisierte man die Fertigung und errichtete Fabriken, deren Ruinen heute noch stehen. In den 1950er Jahren kam der endgültige Niedergang. Gründe hierfür waren die ungünstige Verkehrslage, Veränderungen der Produktionsmethoden und fehlender Platz für Erweiterungen der Anlagen.
Die letzte Papierfabrik schloss 1962. 2002 wurde beschlossen, in der ehemals größten Papierfabrik des Tales („Polo Cartiario di Maina Inferiore“) ein Kulturzentrum mit einem Papiermuseum zu schaffen. Das Gebäude wurde 2005 bis 2007 restauriert.
Das Tal beginnt bei Toscolano Maderno. Im unteren Teil, nahe dem Museum, liegt ein Parkplatz für PKW. Für Busse ist die Zufahrt ungeeignet. Vom Parkplatz aus erreicht man das Museum in etwa zehn Minuten. Von dort aus führt ein verkehrsfreier Wanderweg weiter ins Tal. Am Wegesrand sieht man mehrere ehemalige Fabriken mit einigen Hinweistafeln über die Besonderheiten. Im Museum gibt auch eine kleine Druckausstellung und antike Bücher.

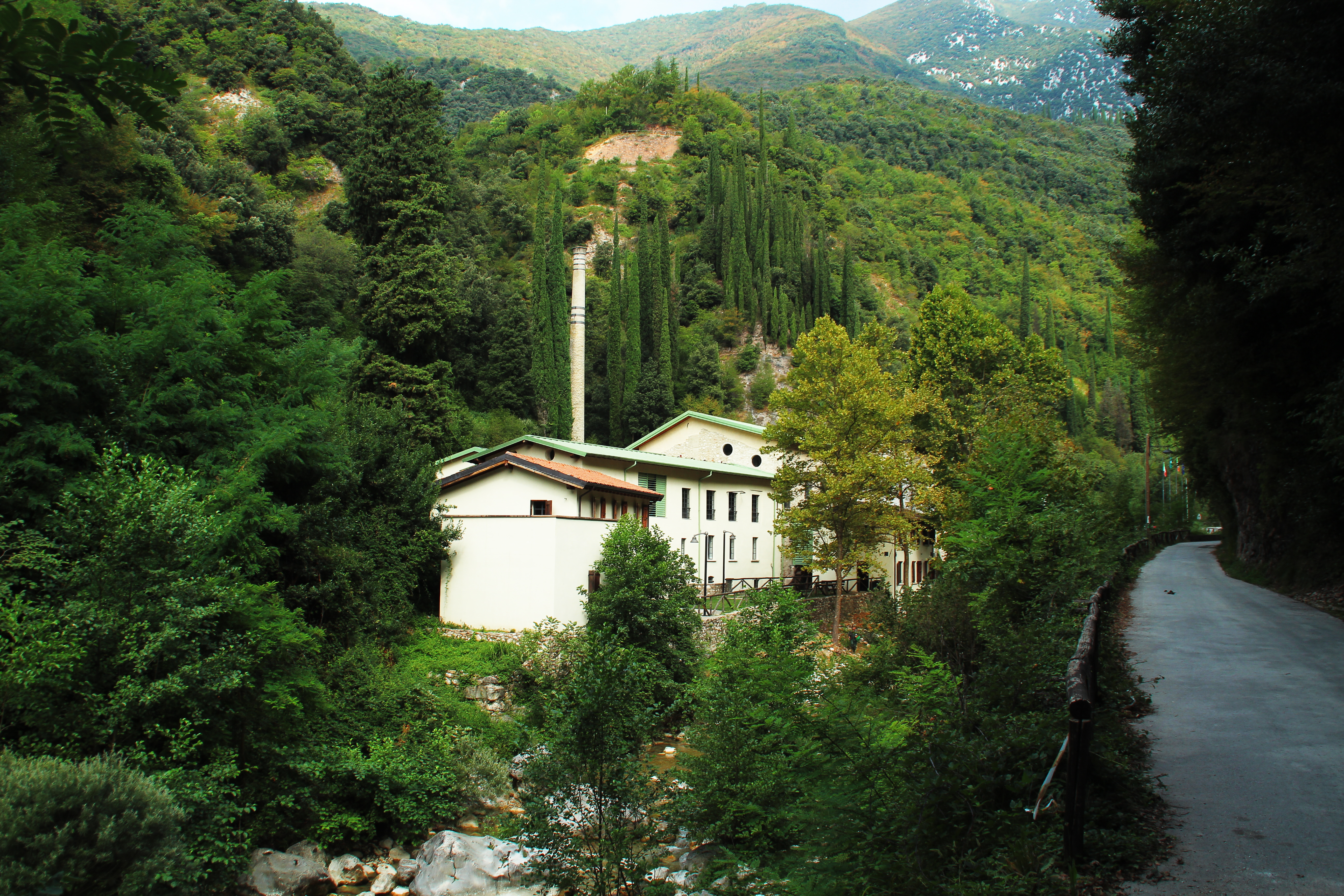
Tal der Papiermühlen – Blick auf das Museum
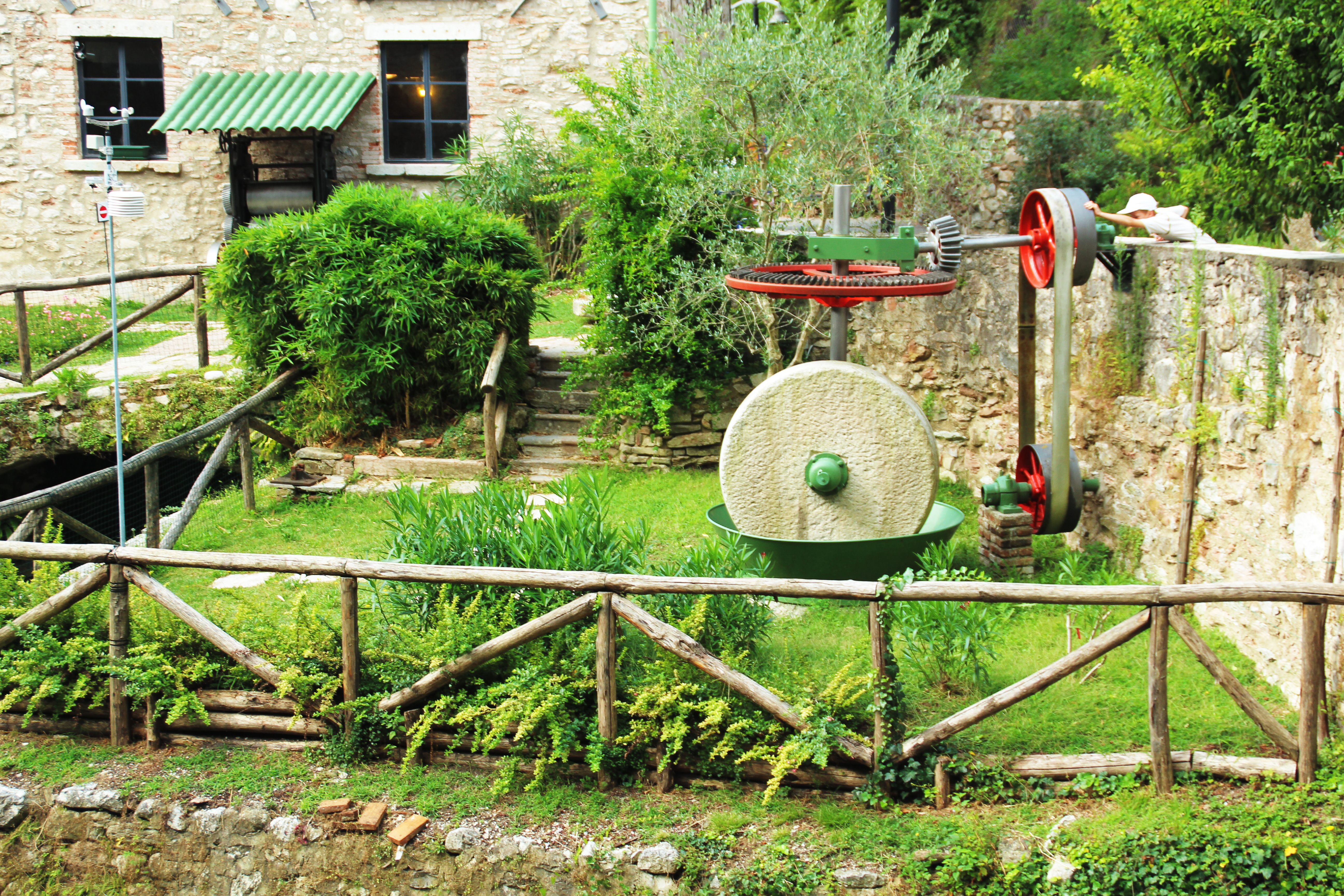
Freigelände des Museums
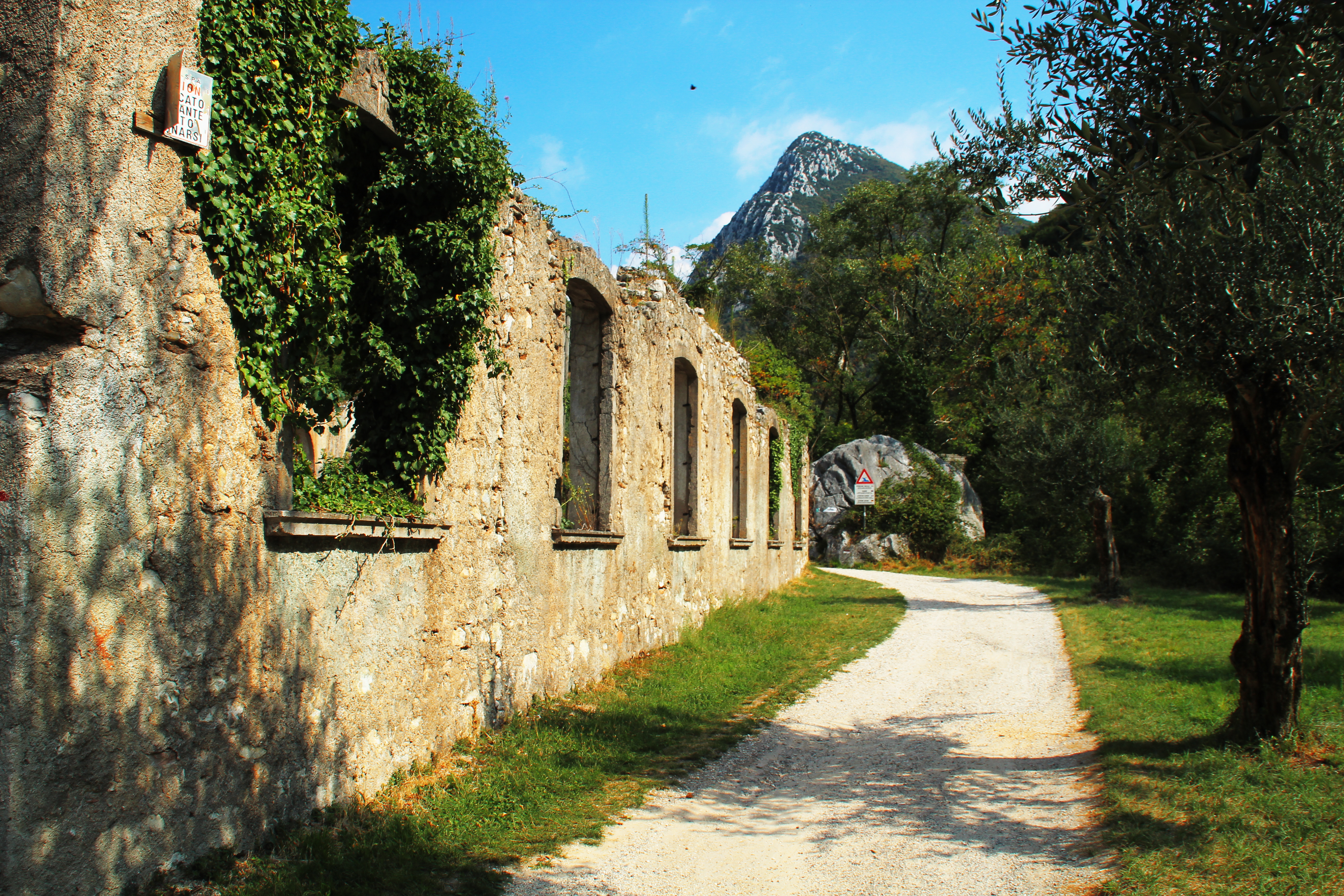
Wanderweg mit Ruine am Rande